# Gnamptogenys vriesi
Gnamptogenys vriesi é uma espécie de formiga do gênero Gnamptogenys.